# Ushas
Ushas (Sanskrit उषस् uṣas) ist eine Göttin der vedischen Mythologie; die Personifikation der Morgenröte und Freundin der Menschen. Sie wird mit Licht, Leben, Weisheit, Ruhm, Heil, Segen und Wohlstand assoziiert (6.64). Sie gilt auch als Göttin der Dichtkunst und Muse der Rishis. Von den vedischen Göttinnen ist sie mit Abstand die bedeutendste und die am häufigsten erwähnte.

## Mythos
Ushas ist die Mutter, Frau, Schwester oder Tochter der Sonne, die Tochter oder Schwester der Nacht (Ratri), vielleicht auch die Tochter der Dunkelheit, die jungfräuliche Tochter des Himmels. Oder sie erscheint als Tochter des Dyaus Pita und der Prithivi sowie als Schwester von Surya, Indra und Agni. Einer anderen Legende zufolge ist sie die Tochter des Schöpfergottes Prajapati, der sich ihr gierig nähert und Blutschande mit ihr begehen will, doch die Göttin verwandelt sich in ein Reh und flieht. Teilweise gilt sie auch als Geliebte des Agni. „Wie die große Sonne durch ihr Licht die Morgenröte, so erzeugst du alle Segensworte“. Sie öffnet täglich die Pforten des Himmels und fährt auf einem reich geschmückten, von weißen Rossen oder sieben rosafarbigen Rindern – Symbole der morgendlichen Wolken – gezogenen Streitwagen daher, erweckt alle Wesen und schafft überall neues Leben. Sie trägt ein helles Gewand und vertreibt damit die Dunkelheit. „Sie ist alt, wird aber stets wiedergeboren und wandelt die Wege der vergangenen Morgenröthen, die sich ewig folgen werden.“ Kramrisch schreibt ihr jedoch eine „dunkle und dämonische“ zweite Natur zu.
Zwanzig der 1028 Hymnen des Rigveda sind der Morgenröte gewidmet, die als reich geschmückte schöne junge, aber arrogante (IV.30.8–11) Frau erscheint und als Bringerin des täglichen Lichts gepriesen wird (RV 7.78; 6.64: 10,172). Den Menschen gegenüber ist sie im Allgemeinen freundlich gesinnt, sie ist eine wohlwollende Göttin. Sie wird auch als Braut im rosa Gewand und mit goldenem Schleier beschrieben, manchmal auch als Tänzerin mit nackten Brüsten und reichhaltigem Juwelenschmuck oder als schöne, aus dem Bade kommende Frau vorgestellt. Sie wird im Dual angerufen.
Sie weckt die zusammengerollten Schläfer, damit sie ihre Opfer darbringen und erweist somit den anderen Göttern einen Dienst (RV 1.113). Ushas gibt Stärke und Ruhm (RV 1.44). Sie ist das, was das Leben antreibt, Dinge in Bewegung setzt, die Dunkelheit vertreibt und damit alle darin verborgenen Dinge aufdeckt und sie wird mit dem Atem und Leben aller lebendigen Kreaturen assoziiert (RV 1.48). Sie ist ferner eng mit rta verbunden und bewegt sich mit ihm (RV 3.61; 7.75). Oft wird sie mit einer Kuh verglichen. In Rigveda 1.92 wird sie die Mutter der Kühe genannt und wie eine Kuh, die ihren Euter zum Wohle der Menschen darreicht, so entblößt Ushas ihre Brüste, um zum Wohle der Menschheit das Licht zu bringen (RV 3.58; 4.5). Obwohl Ushas gewöhnlich als ein junges und schönes Mädchen beschrieben wird, wird sie auch Mutter (RV 1.113.12) der Götter und der Ashvins (RV 3.39.3) genannt. Sie wird von ihren Bittstellern als Mutter angerufen, die sich wie eine gute Hausvorsteherin um alle Dinge kümmert (RV 1.48). Sie ist zugleich die Göttin des Herdes (RV 6.64). Von Ushas heißt es, sie sei das Auge der Götter (RV 7.75). Sie wird auch als geschickte Jägerin beschrieben, die das Leben der Menschen dahinschwinden lässt (RV 1.92). Ihre Aufgabe ist es die Menschen zu wecken, um sie zur Arbeit und Pflichterfüllung zu rufen (RV 148,92), doch sie stört nicht die im Todesschlaf versunkenen Wesen. Oft wird sie um die Vernichtung, Bestrafung und Fortjagen von Feinden gebeten, die sie in weite Ferne schicken soll. Sie erscheint als Feindin der chaotischen Mächte, welche die Welt in Schrecken versetzen (RV 1.113.12). Die Götter flehen sie an nur die guten Menschen zu wecken. Auch erscheint sie als Göttin, welche die Jugend vergehen lässt (RV 7.75). Sie kann alles sehen, wird aber nur selten um Vergebung von Sünden gebeten. Sie ist die Herrin und Zeichen der Zeit und wird oft darum gebeten ein langes Leben zu gewähren (RV 7.77). Sie erinnert Menschen an ihre Sterblichkeit.
Im Zuge seines Kampfes gegen Dämonen besiegt Indra auch Ushas, die er für ihren Inzest mit ihrem Vater und ihren Brüdern bestraft: „Des Himmels Tochter Ushas hast du Indra, der Große, sie die groß tat, zermalmt. Von ihrem Wagen, dem zermalmten, floh Ushas voll Furcht hinweg, als der Stier (Indra) ihn zusammenschlug. Ganz und gar zermalmt lag ihr Wagen [anas] in der Vipas; sie selbst entwich in die Fernen.“
Dieser Vorgang wird von Autoren wie D. D. Kosambi als Kampf des arischen Gottes Indra gegen autochthone Muttergöttinnen gedeutet. Dieser Mythos ist jedoch nicht mehr vollständig überliefert.
Der Gott Brihaspati befreite Ushas aus der Höhle der Dämonen im tiefen Abgrund (Rigveda X.68.9).
Ein Vulkan auf der Venus, der Ushas Mons, wurde nach der Göttin benannt.